# 太地駅
太地駅（たいじえき）は、和歌山県東牟婁郡太地町大字森浦にある、西日本旅客鉄道（JR西日本）紀勢本線（きのくに線）の駅である。事務管コードは▲622047。
太地町唯一の駅で、全ての特急列車が停車する。

## 歴史
1935年7月、国鉄紀勢中線の紀伊勝浦駅から下里駅までの開通と共に開業。1940年には紀勢西線の江住駅から串本駅・新宮駅から紀伊木本駅（現在の熊野市駅）の開通により紀伊木本駅から和歌山駅（現在の紀和駅）までが紀勢西線とされ、紀勢西線の駅となった。その後当駅は1959年、今の紀勢本線が全通し亀山駅と和歌山駅（現在の紀和駅）の間が紀勢本線となったのを受け国鉄紀勢本線の駅となり、さらに国鉄分割民営化を経て現在に至っている。

### 年表
- 1935年（昭和10年）7月18日：国鉄紀勢中線の駅として開業[1][2]。
- 1940年（昭和15年）8月8日：路線改称により紀勢西線の駅となる[1]。
- 1946年（昭和21年）11月10日：小口扱い貨物の取り扱いを開始[2]。
- 1959年（昭和34年）7月15日：再度の路線改称により紀勢本線の駅となる[1]。
- 1971年（昭和46年）7月1日：小口扱い貨物の取り扱いを廃止[2]。
- 1985年（昭和60年）3月14日：荷物扱い廃止[2]。無人化[4]。一部の特急「くろしお」が停車を開始。
- 1987年（昭和62年）4月1日：国鉄分割民営化により西日本旅客鉄道に承継[1][2]。
- 1996年（平成8年）：ホームの鯨の壁画が完成。
- 2014年（平成26年）3月15日：ダイヤ改正により、全ての特急列車が停車するようになる[5]。
- 2016年（平成28年）12月17日：ICカード「ICOCA」の利用が可能となる[6]。
- 2021年（令和3年）5月31日：防災複合施設の備えた新駅舎が完成[7][8]。

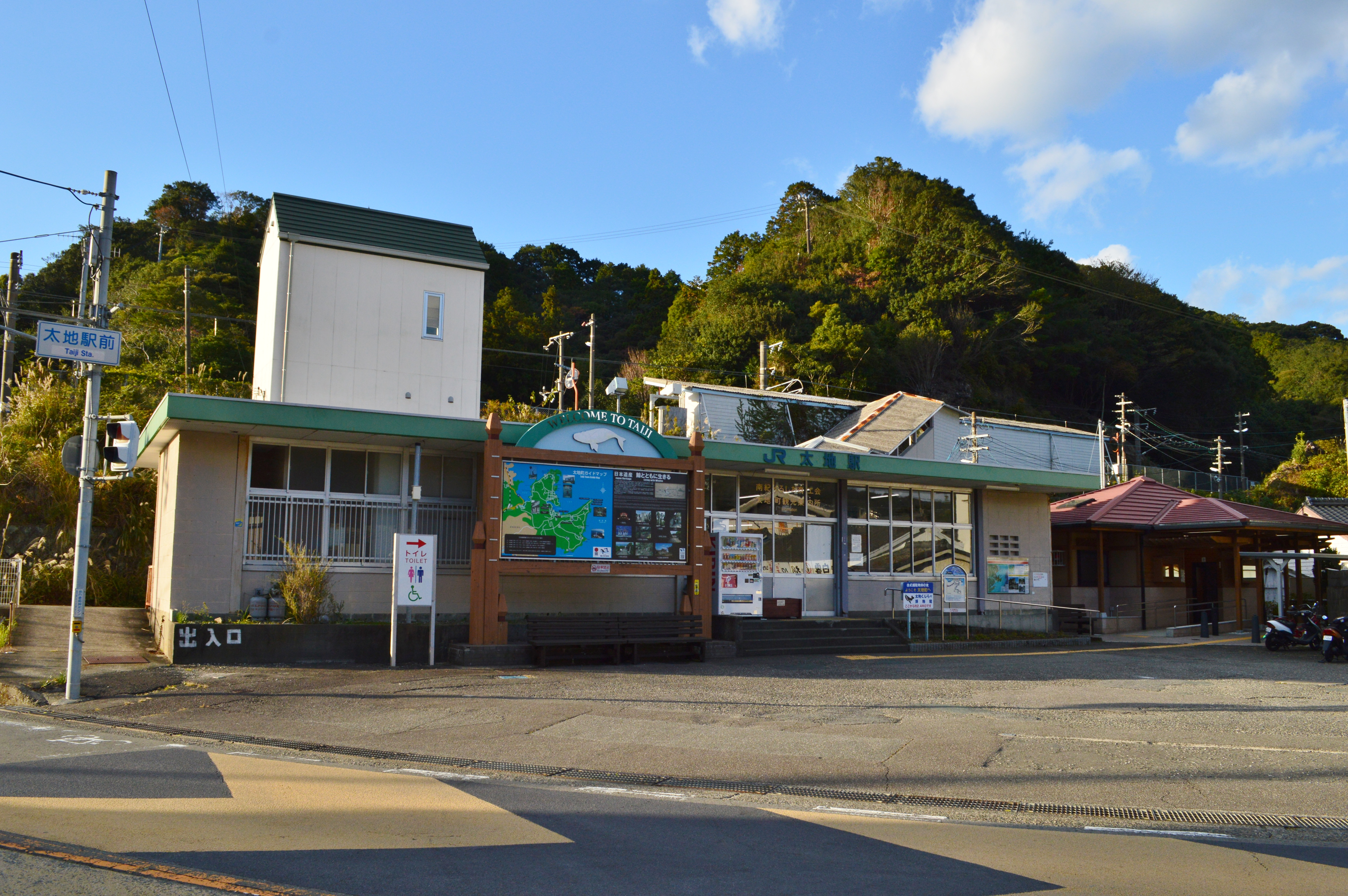
旧駅舎（2017年11月）

## 駅構造
線路東側（新宮方面に向かって右側）に単式ホーム1面1線を有する地上駅。ホームは築堤上の高い位置に置かれ、駅舎へは階段もしくは細い坂を下る。ホームの壁には太地が捕鯨の町であることにちなみ、鯨の絵が書いてある。これは1996年（平成8年）に完成した。
新宮駅管理の無人駅。日常的な管理は太地町に委託されている。駅舎はコンクリート平屋建てで、隣には太地町が2001年（平成13年）に建てたトイレがある。駅舎の事務室部分には社会福祉法人高瀬会の「高瀬会高齢者居宅介護JR太地駅支援センター」が入り日中は同センターの職員が駅事務室にいたが、切符類の販売は行わなかった（2008年〔平成20年〕4月1日に移転）。切符類は駅舎内に設置された押しボタン式の自動券売機で購入する。この自動券売機ではオレンジカードや高額紙幣が使えない簡易型で、1690円区間までの近距離乗車券を購入できる。以前は特急券を購入できたが、全車指定席化に伴い特急券の購入は車内で購入する必要になった。
2011年（平成23年）にバリアフリー化の一環で改札口からホームへ通じるエレベーターが設置された。

南紀くろしお商工会太地支所が駅舎に入居しており、太地町観光案内所を併設している。観光案内所ではインターネットに接続したパソコンが利用可能で、レンタサイクルも行っている。

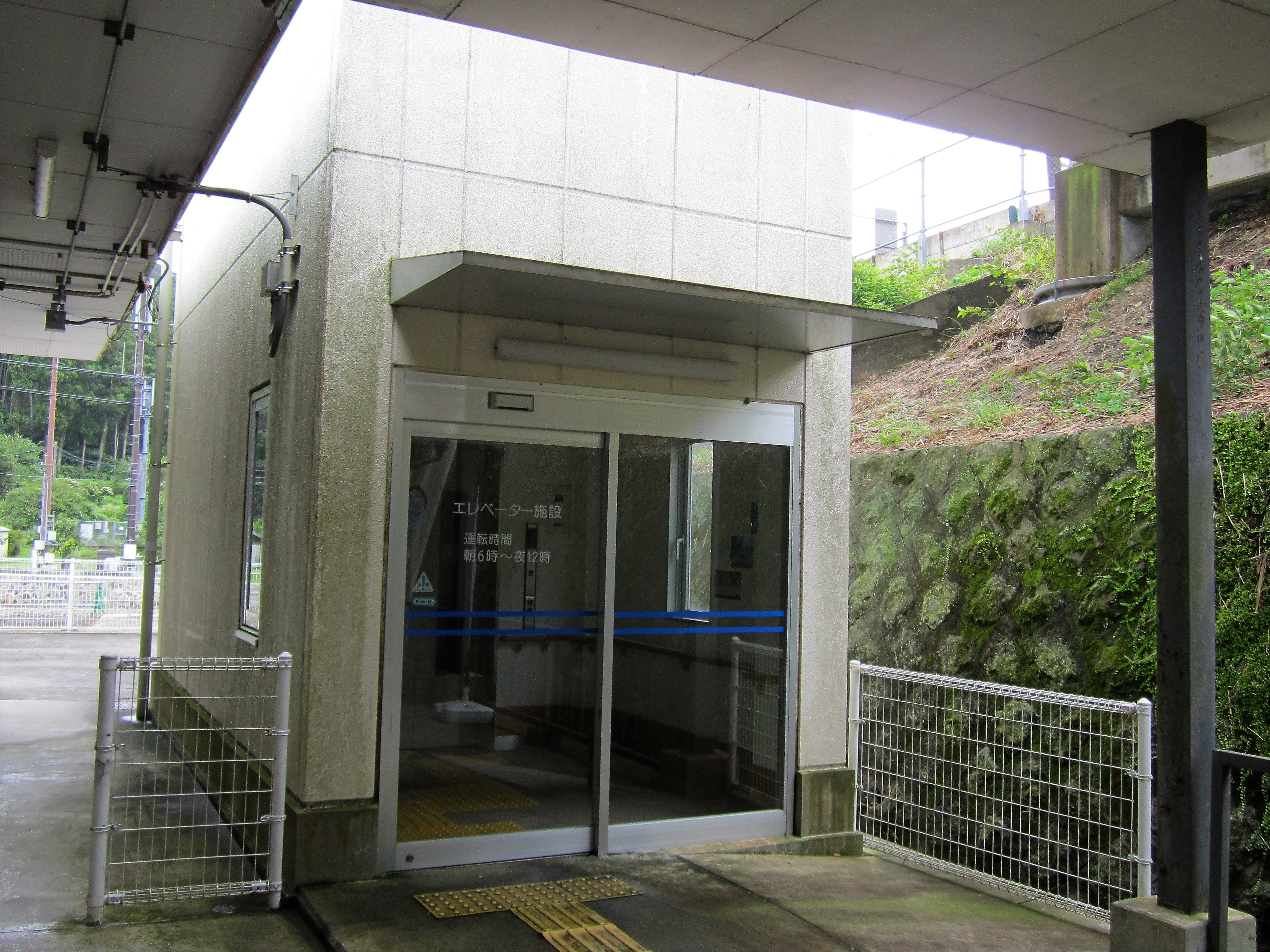
ホームと駅舎をつなぐエレベーター（2019年8月）
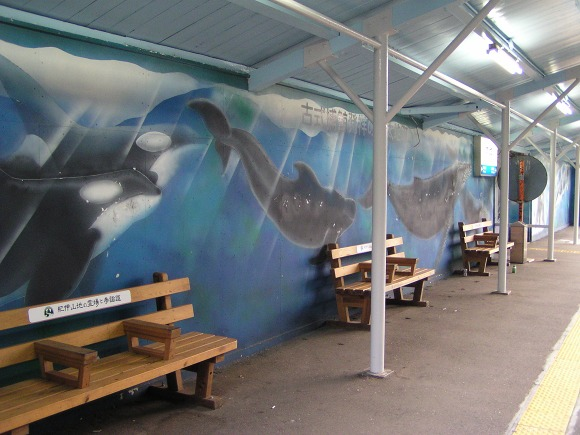
ホームの壁画（2005年8月）

## 利用状況
近年の1日平均乗車人員は以下の通り。きのくに線の特急停車駅では最も少ない。
| 年度   | 1日平均 乗車人員 |
| ------ | ---------------- |
| 1998年 | 205              |
| 1999年 | 196              |
| 2000年 | 191              |
| 2001年 | 183              |
| 2002年 | 182              |
| 2003年 | 181              |
| 2004年 | 175              |
| 2005年 | 157              |
| 2006年 | 159              |
| 2007年 | 154              |
| 2008年 | 156              |
| 2009年 | 147              |
| 2010年 | 131              |
| 2011年 | 115              |
| 2012年 | 122              |
| 2013年 | 116              |
| 2014年 | 112              |
| 2015年 | 110              |
| 2016年 | 119              |
| 2017年 | 111              |
| 2018年 | 107              |
| 2019年 | 99               |
| 2020年 | 83               |
| 2021年 | 77               |
| 2022年 | 80               |

## 駅周辺
駅は線路が那智勝浦町から外れて太地町に入ったところに位置し、前後の駅はいずれも那智勝浦町に属している。太地町の中心集落太地は海に突き出した小さな半島の先にあり、駅は太地町の中心部から西へかなり離れた位置に置かれている。
駅前には商店が数軒と民家が少々あるが、これは森浦湾の入り江の奥に発達した森浦集落の端に当たる部分である。森浦は1889年（明治22年）に太地村に吸収されるまでは森浦村という独立したひとつの村であった。なお、太地町中心部へはバスなどでの連絡がある。
- 那智黒総本舗
- 道の駅たいじ
- 太地町営駐車場[9]
- 網干ノ鼻
- 森浦湾 - 森浦湾くじらの海構想
- 太地町役場
- 太地郵便局
- 太地町立太地小学校
- 太地町立太地中学校
- 太地湾
- 太地港
- ワールド・ドルフィン・リゾート
- 太地町立くじらの博物館（駅から約2km[9]）
- 梶取崎
- 燈明崎
- 太地温泉
- くじら浜公園
- 落合博満野球記念館

### バス路線
「太地駅」停留所にて、以下のコミュニティバスが発着する。
- 太地町町営じゅんかんバス[9]
  - くじら館・国民宿舎前・太地町役場方面
- 那智勝浦町営バス
  - 太田線：小匠方面 / 湯川駅・勝浦駅・那智駅方面
- 熊野御坊南海バス
  - 白浜空港リムジンバス：南紀白浜空港 ※空港行きは途中降車不可

## その他
- 松竹映画 (DVD) 「喜劇・怪談旅行」（主演：フランキー堺）は有人駅時代の当駅（新宮電化以前）が舞台[13]。キハ82系「くろしお」、キハ58系「きのくに」？、DF50牽引の貨物列車が登場する。

## 隣の駅
※特急「くろしお」の隣の停車駅は列車記事を参照のこと。
西日本旅客鉄道（JR西日本）
 きのくに線（紀勢本線）
湯川駅 - 太地駅 - 下里駅